# Pierre à Pineau
La Pierre à Pineau, est un dolmen situé sur la commune de Oiron, dans le département des Deux-Sèvres.

## Historique
Le dolmen est inscrit est inscrit au titre des monuments historiques par arrêté du 28 février 1979.

## Description
Le dolmen se compose d'une grosse dalle (3,80 m par 4 m sur 0,50 à 0,95 m d'épaisseur) de forme irrégulière reposant sur deux petits blocs renversés faisant angle droit. Le contraste entre cette dalle massive et ses supports insignifiants est surprenant. Une seconde dalle de 3,25 m sur 1,75 m et 0,80 m d'épaisseur est visible sur l'arrière.

## Fouilles
Dans les déblais d'une fouille clandestine, Ch. Hébras, instituteur à Moncontour recueillit quatre pointes de flèches en silex à pédoncule et ailerons de belle facture et deux tessons d'un vase caliciforme à pâte noire décoré d'un registre de traits verticaux type « barreau d'échelle ».